# Johnny Weissmuller
Johnny Weissmuller, właśc. Johann Peter Weißmüller (ur. 2 czerwca 1904 we Freidorfie, zm. 20 stycznia 1984 w Acapulco) – amerykański sportowiec, pływak olimpijski, zawodnik piłki wodnej i aktor. Ustanowił wiele razy rekordy świata; zdobył pięć złotych medali na igrzyskach olimpijskich i jeden brązowy medal w piłce wodnej. Wielokrotny mistrz Stanów Zjednoczonych. 67 razy poprawiał pływackie rekordy świata. 9 lipca 1922 jako pierwszy człowiek przepłynął dystans 100 metrów stylem dowolnym poniżej 1 minuty (58,6 sekundy). 
Odtwórca roli Tarzana w cyklu 12 filmów. 8 lutego 1960 otrzymał własną gwiazdę w Alei Gwiazd w Los Angeles znajdującą się przy 6541 Hollywood Boulevard. W 1965 został wprowadzony do Międzynarodowej Galerii Sław Pływania. W 1973 wręczono mu Nagrodę George’a Eastmana, przyznawaną przez George Eastman House za wybitny wkład w sztukę filmową. W 1983 został wprowadzony do Amerykańskiej Galerii Sław Olimpijskich.

## Życiorys

### Wczesne lata
Urodził się we Freidorfie, wówczas części Kraju Korony Świętego Stefana, Austro-Węgier, a dzisiejszej dzielnicy miasta Timișoara w zachodniej Rumunii. Jego rodzice, Elisabeth Weißmüller (z domu Kersch) i górnik Petrus „Peter” Weißmüller (1876–1938), byli Niemcami, banackimi Szwabami. Trzy dni później został ochrzczony w wierze katolickiej imieniem János. Na początku następnego roku, 26 stycznia 1905 jego rodzina przeniosła się do Stanów Zjednoczonych, osiedlając się w Windber w hrabstwie Somerset w Pensylwanii, a trzy lata później przenieśli się do Chicago w Illinois, aby zamieszkać z rodzicami jego matki. Swoje pierwsze lekcje pływania odbył w jeziorze Michigan. Od razu osiągnął sukces; brał udział w każdych zawodach i wygrywał. Ojciec opuścił rodzinę, gdy Johnny był w ósmej klasie. Chłopiec opuścił szkołę i podjął pracę, aby pomóc matce w utrzymaniu rodziny (miał młodszego brata Petera, ur. 1906, zm. 1969).
Kiedy Weissmuller miał 11 lat, skłamał, aby dołączyć do YMCA, w której obowiązywała zasada dotycząca minimalnego wieku 12 lat. Wygrywał wszystkie zawody pływackie, w których brał udział, a także specjalizował się w bieganiu i skokach wzwyż. Wkrótce dołączył do jednej z najlepszych drużyn pływackich w kraju, Illinois Athletic Club.

### Kariera sportowa

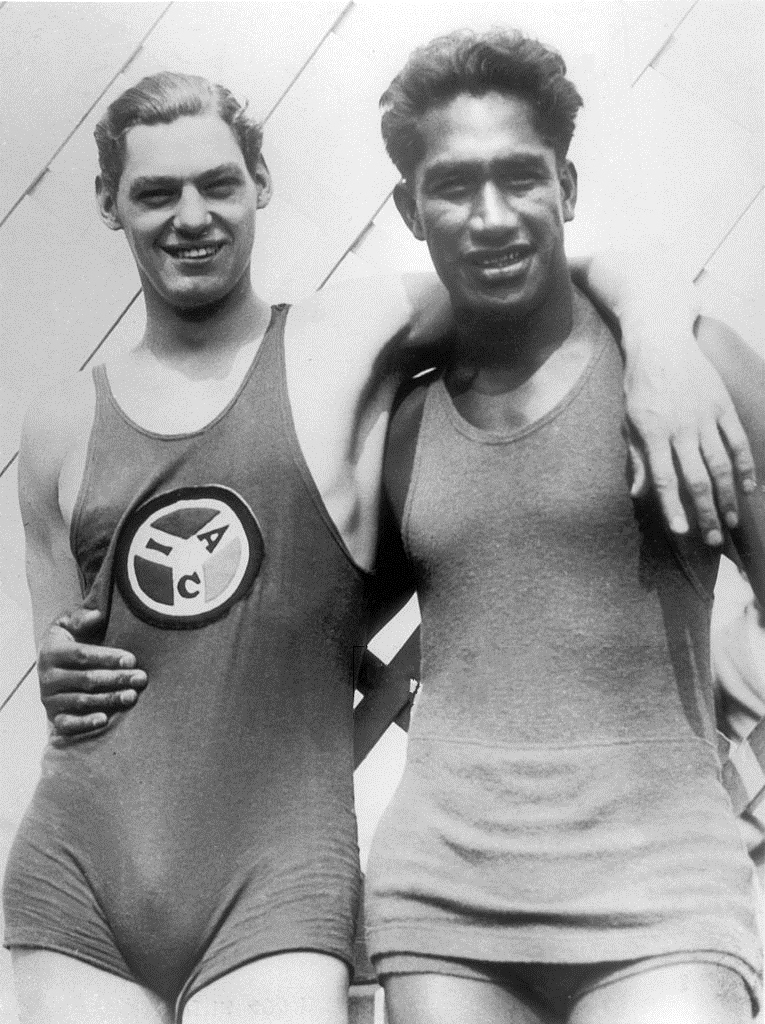
Johnny Weissmuller (z lewej) i Duke Kahanamoku na igrzyskach olimpijskich w Paryżu (1924)

W 1921 rozpoczął karierę pływania wyczynowego pod wodzą trenera Billa Bachracha, który dla Weissmullera stał się także ojcem i mentorem. Weissmuller wziął udział w czterech zawodach Amateur Athletic Union (wygrał wszystkie). 27 września 1921 ustanowił swoje pierwsze 2 rekordy świata w AAU –  w biegach na 100 m i 150 jardów.
9 lipca 1922 Weissmuller pobił rekord świata Duke’a Kahanamoku na 100 metrów stylem dowolnym, przepływając go w 58,6 sekundy. Zdobył złoty medal na tym dystansie na Letnich Igrzyskach Olimpijskich 1924, pokonując Kahanamoku. Zwyciężył także na 400 m stylem dowolnym i był członkiem zwycięskiej drużyny USA w sztafecie 4 × 200 m.
Cztery lata później na Letnich Igrzyskach Olimpijskich 1928 w Amsterdamie zdobył kolejne dwa złote medale. W tym okresie Weissmuller stał się entuzjastą holistycznych poglądów Johna Harveya Kellogga na temat stylu życia i na temat odżywiania i ćwiczeń fizycznych.
W 1927 Weissmuller ustanowił nowy rekord świata na 100 jardów stylem dowolnym wynoszący 51,0 sekundy, który utrzymywał się przez 17 lat. Poprawił go do 48,5 sekundy na Światowych Targach Aquacade Billy’ego Rose’a w 1940, w wieku 36 lat, ale wynik ten został odrzucony, ponieważ rywalizował jako zawodowiec.
Jako członek reprezentacji Stanów Zjednoczonych w piłce wodnej mężczyzn w piłce wodnej zdobył brązowy medal na Letnich Igrzyskach Olimpijskich 1924. Brał także udział w Igrzyskach Olimpijskich w 1928, gdzie reprezentacja USA zajęła siódme miejsce.
W sumie Weissmuller zdobył pięć złotych medali olimpijskich i jeden brązowy medal, 52 mistrzostwa Stanów Zjednoczonych i ustanowił 67 rekordów świata. Był pierwszym człowiekiem, który przepłynął stylem dowolnym na 100 metrów w czasie krótszym niż jedna minuta i stylem dowolnym na 440 jardów w czasie krótszym niż pięć minut. Nigdy nie przegrał zawodów i przeszedł na emeryturę z niepokonanym rekordem amatorskim. W 1950 Associated Press uznała go za najwybitniejszego pływaka pierwszej połowy XX wieku.

### Kariera filmowa

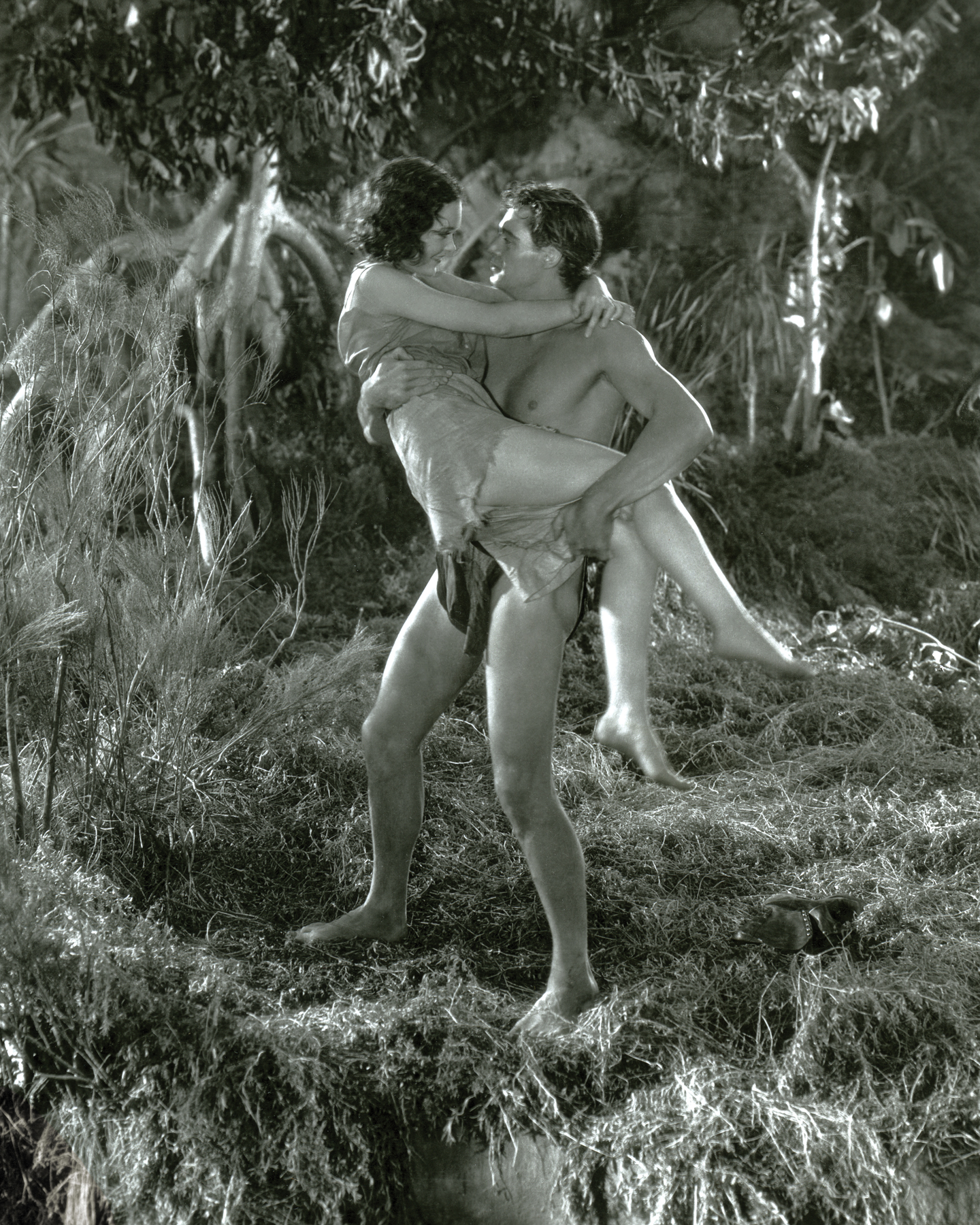
Johnny Weissmuller jako Tarzan i Maureen O’Sullivan jako Jane, fotos z filmu Człowiek-małpa

Weissmuller debiutował na ekranie w roli ubranego jedynie w liść figowy Adonisa w noweli Loveland z komedii muzycznej Pre-Code Hollywood Gloryfikując amerykańską dziewczynę (Glorifying the American Girl, 1929), której producentem był Florenz Ziegfeld. Wystąpił w reklamie bielizny. Został dostrzeżony przez pisarza Cyrila Hume’a, co doprowadziło do wielkiego przełomu w jego karierze – reżyser W.S. Van Dyke zaangażował go do roli Tarzana w filmie Człowiek-małpa (Tarzan the Ape Man, 1932). Zagrał w 12 filmach cyklu o człowieku wychowanym przez małpy, a każdy okazał się kasowym hitem. Kiedy w 1948 mając 44 lata zażądał udziału w zyskach z dystrybucji, producent Sol Lesser poinformował prasę, że umowa z Weissmüllerem zakończyła się i nie zostanie przedłużona; „nowym” Tarzanem został 29-letni Lex Barker, który jednak nie potrafił opanować ruchów charakterystycznych dla stylu Tarzana. Od 
26 września 1955 do 19 marca 1956 występował w serialu Jungle Jim o przygodach azjatyckiego myśliwego Jima Bradleya, który był nazywany Jungle Jim. W komedii Michaela Winnera Won Ton Ton: pies, który ocalił Hollywood (Won Ton Ton: The Dog Who Saved Hollywood, 1976) pojawił się jako pomocnik sceniczny.

## Życie prywatne
Był pięciokrotnie żonaty i cztery razy rozwiedziony. 28 lutego 1931 zawarł związek małżeński z wokalistką Bobbie Arnst, która rozwiodła się z nim po 18 miesiącach małżeństwa 6 października 1933. Od 8 października 1933 do 16 sierpnia 1939 jego drugą żoną była meksykańska aktorka Lupe Vélez; ich kłótnie, bójki, rozstania i pogodzenia były często opisywane przez prasę plotkarską. 20 sierpnia 1939 poślubił Beryl Scott Ginter, z którą miał syna Jánosa „Johnny’ego” Jr. (ur. 23 września 1940, zm. 27 lipca 2006) oraz córki – Wendy Anne (ur. 1 czerwca 1942) i Heidi Elizabeth (ur. 31 lipca 1944, zginęła 19 listopada 1962 w wypadku samochodowym). To małżeństwo zakończyło się rozwodem 29 stycznia 1948, podobnie jak czwarte z golfistką Allene Gates, które trwało od 29 stycznia 1948 do 1963. 23 kwietnia 1963 ożenił się z młodszą o 17 lat Niemką Marią Bauman. Adoptował jej córkę Lisę (ur. 1940), której ojciec był niemieckim pilotem i zginął podczas II wojny światowej.

### Śmierć
W 1974 złamał biodro i nogę. Podczas pobytu w szpitalu dowiedział się, że ma poważną chorobę serca. Przeszedł też pierwszy z serii udarów. Wymagał specjalistycznej opieki. Zmarł 20 stycznia 1984 z powodu obrzęku płuc w wieku 79 lat w meksykańskim Acapulco, gdzie osiadł pod koniec 1979.

## Cykl filmów o Tarzanie z Johnnym Weissmullerem w roli głównej
- 1932: Człowiek-małpa (Tarzan the Ape Man)
- 1934: Miłość Tarzana (Tarzan and His Mate)
- 1936: Ucieczka Tarzana (Tarzan Escapes)
- 1939: Tarzan znajduje syna (Tarzan finds a son)
- 1941: Skarb Tarzana (Tarzan Secret Treasure)
- 1942: Tarzan w Nowym Jorku (Tarzan’s New York Adwenture)
- 1943: Triumf Tarzana (Tarzan Triumphs)
- 1943: Tarzan i tajemnica pustyni (Tarzan's Desert Mystery)
- 1945: Tarzan i Amazonki (Tarzan and the Amazons)
- 1946: Tarzan i kobieta lampart (Tarzan and Leopard Woman)
- 1947: Tarzan i łowcy zwierząt (Tarzan and the Huntress)
- 1948: Tarzan i syreny (Tarzan and mermaids)